# Jorginho (calciatore 1985)
Jorge Pereira da Silva, meglio noto come Jorginho (Oscar Bressane, 4 dicembre 1985), è un ex calciatore brasiliano, di ruolo attaccante.